# Кутлер, Фёдор Львович
Фёдор Львович Кутлер (нем. Friedrich Kutler; 1788—1840) — русский военачальник, генерал-майор; участник Отечественной войны 1812 года и заграничного похода русской армии в 1813—1814 годах.

## Биография
Принадлежал к родовитому Вюртембергскому дворянству, владевшему в Монбельяре местечком и громадной суконной мануфактурой. Во время Великой Французской революции и с переходом Монбельяра к Франции, Кутлеры лишились всего своего состояния и нашли покровительство сначала у герцога Фридриха Евгения, а затем у сына его короля Вюртембергского Фридриха I.
Фридрих Кутлер родился 6 декабря 1788 года. Его отец Leon Kuttler был личным другом Фридриха Евгения. В память этой дружбы дочь Фридриха, Императрица Мария Фёдоровна пригласила вдову Кутлера с сыном Фёдором и дочерью Елизаветой переехать в Россию, где до самой своей смерти покровительствовала своим соотечественникам.
Окончивший в 1803 году Страсбургский университет, Фёдор Кутлер поступил преподавателем французского языка в Смольный институт благородных девиц и в 1808 году имел уже чин IX класса.
В 1812 году записался «поручиком в Казачий волонтерный полк барона Боде» и «во исполнение повелений главнокомандующего 1-ю армией на вечное подданство России присягу учинил». Первое сражение, в котором принял участие полк во время Отечественной войны 1812 года было «дело под Экау» 6 декабря 1812 года; затем были бои 9 декабря под Алаем и Митаве. В 1813 году он участвовал в делах под Бунцлау (17 августа), Герлицем (20 августа), Вейссенбергом (21 августа), Бауценом (24 августа), Гросенгеймом (15 сентября) и Мейссеном (16 сентября). За участие, с 4 по 7 октября, в битве при Лейпциге получил Высочайшее благоволение. В 1814 году участвовал в делах 9 и 10 января под С-Обеном, 15 января под Рамри, 17 января под Бриенном, 20 января при Ларотьере, 28 января под Лаферте-су-Жуар, 30 января под Монмирале, 31 января под Шато-тьери, 10 февраля под Мери, 13 февраля под Сезанне, 14 февраля под Ла-ферте, 15 февраля под Мо, 19 февраля под Уми-ле-шато, 23 февраля под Краоном, 24 и 25 февраля под Лаоном, 1 марта при Круи, 5 марта при переправе через реку Эн и в сражении при Фершампенуазе; в 1814 году произведён в штабс-ротмистры. За отличия в военной кампании был награждён орденами Св. Владимира 4-й степени с бантом и Св. Анны 4-й степени, а также серебряной медалью за взятие Парижа.
В 1815 году был переведён в Рижский драгунский полк, с назначением старшим адъютантом 2-й Драгунской дивизии. В 1816 году назначен адъютантом к барону Ф. К. Корфу, 26 сентября 1817 года переведён в Кавалергардский полк с оставлением в должности адъютанта, в 1819 году произведён в ротмистры.
В 1824 году произведён в полковники и 29 марта 1825 года назначен командиром Астраханского кирасирского полка. Был награждён в 1829 году орденом Св. Анны 2-й степени с императорской короной. В 1831 году, 6 марта, был уволен в отпуск для лечения, с зачислением по кавалерии; 10 июня 1834 года уволен со службы по болезни генерал-майором с мундиром и полной пенсией. 
Скончался 29 декабря 1840 (10 января 1841) года в Санкт-Петербурге. Похоронен на Волковском лютеранском кладбище.

## Семья
В 1820 или 1821 году женился на Александре Протасовой дочери Тульского губернского предводителя дворянства Василия Ивановича Протасова (1759—1807). У них было три сына:
- Николай (1826—1887), отец Николая и Павла Кутлеров
- Фёдор (1828—1858)[1]
- Павел (1830—?)

После рождения последнего сына, в 1831 году его жена умерла от чахотки, а Фёдор Львовича был разбит параличом. Недееспособный и тяжело парализованный, он после 1834 года был вынужден просить
опекунство для своих малолетних сыновей. Опекуном над его детьми стал поручик князь Алексей Петрович Вадбольский.
Несмотря на то, что ходил и говорил очень плохо, прожил долго и в старости оформил брак с немолодой девицей, баронессой Фогель, которая ухаживала за ним, как сестра милосердия.